# 133874 Jonnazucarelli
133874 Jonnazucarelli è un asteroide della fascia principale. Scoperto nel 2004, presenta un'orbita caratterizzata da un semiasse maggiore pari a 1,9908373 UA e da un'eccentricità di 0,0639143, inclinata di 18,34095° rispetto all'eclittica.